# Elwood (Iowa)
Elwood ist eine kleine Siedlung im Clinton County im Osten des  US-amerikanischen Bundesstaates Iowa. Der Ort liegt in der Brookfield Township und gehört als Unincorporated Community keiner Gemeinde an.

## Geografie
Elwood liegt im Nordwesten des Clinton County auf 41°59′30″ nördlicher Breite und 90°44′21″ westlicher Länge. Der Ort liegt rund 50 km westlich des Mississippi, der die Grenze zu Illinois bildet. Die Grenze zu Wisconsin verläuft 68 km nördlich.
Benachbarte Orte von Elwood sind Lost Nation (7,6 km südwestlich), Baldwin (16,8 km nordwestlich), Maquoketa (14,4 km nordöstlich), Delmar (11,6 km östlich) und Welton (19,8 km südwestlich).
Die nächstgelegenen größeren Städte sind Dubuque (65,7 km nördlich), Rockford in Illinois (169 km ostnordöstlich), die Quad Cities (63,9 km südsüdwestlich) und Cedar Rapids (94,8 km westlich).

## Verkehr
Durch Elwood verläuft der Iowa Highway 136, der am Ostrand des Ortes den County Highway Y 45 kreuzt.
Der nächstgelegene Flugplatz ist der 8,8 km nördlich gelegene Maquoketa Municipal Airport; der nächstgelegene größere Flughafen ist der 76,4 km südlich gelegene Quad City International Airport.